# Tadeusz Wolański

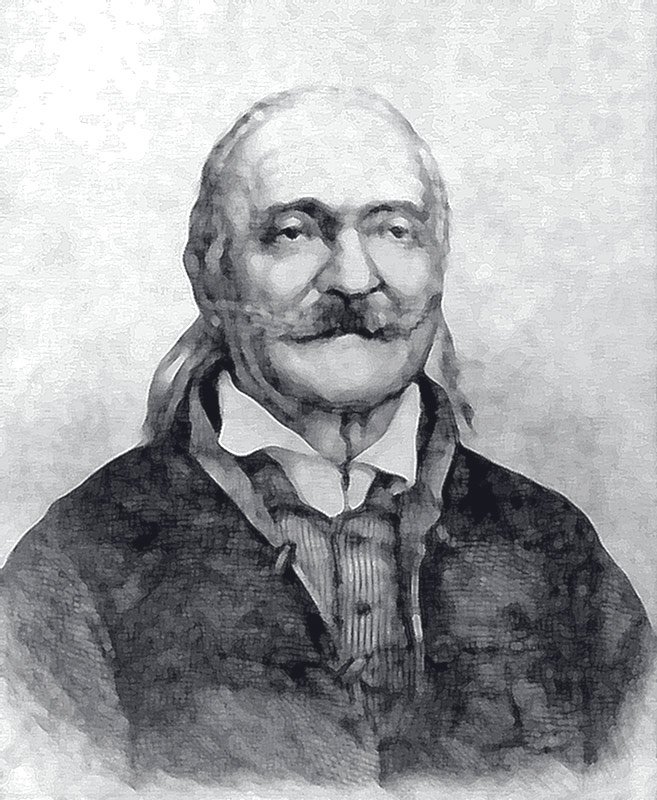

Tadeusz Wolański herbu Przyjaciel (ur. 17 października 1785 w Szawlach, zm. 16 lutego 1865 w Ryńsku) – polski archeolog i badacz napisów w języku etruskim.

## Życiorys
Jego ojciec Jan był radcą dworu króla Stanisława Augusta i znany był jako znakomity badacz przyrody oraz alchemik i mason. Matką Tadeusza była Johanna de Buch.
Jako oficer armii napoleońskiej Tadeusz Wolański uczestniczył w wyprawie na Rosję w 1812 roku, za udział w której został uhonorowany Legią Honorową. Po poślubieniu Wilhelminy z domu Szretter osiedlił się w Wielkopolsce, w Rybitwach pod Pakością. 
Wolański we wszystkich swych zamierzeniach i działaniach dążył do udowodnienia tezy o znacznej (czy nawet wybitnej) roli Słowian w dziejach starożytnych cywilizacji. Poglądy te już za jego życia budziły liczne kontrowersje, po jego śmierci uznane zostały za fantastyczne. Zasługą jego było jednak to, dostrzegał on konieczność gromadzenia i zabezpieczania znalezisk archeologicznych z ziem słowiańskich, w tym z terenów Polski, mimo utrudnień spowodowanych porozbiorowymi podziałami, i rozbudzał zainteresowanie najstarszymi dziejami ziem słowiańskich, tworząc dobry klimat dla rozwoju poszukiwań archeologicznych.
Swoje badania i zainteresowania historyczno-archeologiczne Wolański wspierał pasją kolekcjonerską. Zasłynął m.in. jako zbieracz monet i medali, w tym monet greckich i rzymskich, gromadził zabytki krajowe i zagraniczne, minerały, muszle, owady (znaczna kolekcja motyli), okazy ptaków. Sławy przysporzyła Wolańskiemu także ogromna biblioteka. 
W swoich dziełach niemieckojęzycznych podpisywał się jako Thadeus Freund von Wolan Wolański.

## Dzieła
- "Wyjaśnienie dotyczące poprawności w odczytaniu nazwiska Jana de Ognasd", 1839, Przyjaciel Ludu, R.VI, 1839, t.1, nr 1, str. 6-7;
- "Tadeusza Wolańskiego odkrycie najdawniejszych pomników narodu polskiego. Cz.1", 1843;
- "Tadeusza Wolańskiego odkrycie najdawniejszych pomników narodu polskiego. Cz.2", 1843;
- "Tadeusza Wolańskiego listy o starożytnościach słowiańskich: zbiór pierwszy z 143 rycinami na XI tablicach", wyd. Ernest Günther, Gniezno, 1845
- "Briefe über slawische Alterthümer", 1846;
- "Wyjaśnienie znaczenia napisów na etruskich pomnikach", 1846, Przyjaciel Ludu, R.XIII, 1846, t.1, nr 5, str. 39-40;
- "Schrift-Denkmale der Slawen vor Christi Geburt", wyd. Lange, Gniezno, 1850;
- "Die Opfergefässe des Tempels der Taurischen Diana, Tom 1", wyd. Lange, Gniezno, 1851;
- "Описание памятников, объясняющих славяно-русскую историю", 1854;
- "Tizba żalodya w czterech oddziałach: Na podstawie tragjedyi Francuzkiej Wiktora Hugo Znanej pod nazwą: Andżelo tyran Padwański wierszem ojczystym napisał Tadeusz Wolański", 1863, nakład i druk J.B. Langego;